# Victoria Stevens
Victoria Stevens (15 febbraio 1990) è un'ex sciatrice alpina canadese.

## Biografia
Attiva in gare FIS dal gennaio del 2006, la Stevens esordì in Nor-Am Cup il 3 gennaio 2007 a Mont-Tremblant in slalom gigante e in Coppa del Mondo il 23 ottobre 2010 a Sölden nella medesima specialità, in entrambi i casi senza completare la prova. Ottenne il miglior piazzamento in Coppa del Mondo il 3 dicembre 2010 a Lake Louise in discesa libera (46ª) e il primo podio in Nor-Am Cup l'8 dicembre successivo nelle medesime località e specialità (2ª).
Prese per l'ultima volta il via in Coppa del Mondo il 22 gennaio 2011 a Cortina d'Ampezzo in discesa libera (47ª); ottenne l'unica vittoria in Nor-Am Cup l'11 febbraio dello stesso anno ad Aspen in supergigante e l'ultimo podio il 15 febbraio successivo nella medesima località in discesa libera (2ª). Si ritirò al termine della stagione 2015-2016 e la sua ultima gara fu uno slalom speciale FIS disputato il 3 aprile a Le Relais, chiuso dalla Stevens al 18º posto; non prese parte a rassegne olimpiche o iridate.

## Palmarès

### Nor-Am Cup
- Miglior piazzamento in classifica generale: 4ª  nel 2011
- 5 podi:
  - 1 vittoria
  - 2 secondi posti
  - 2 terzi posti

#### Nor-Am Cup - vittorie
| Data             | Località | Paese       | Specialità |
| ---------------- | -------- | ----------- | ---------- |
| 11 febbraio 2011 | Aspen    | Stati Uniti | SG         |

Legenda:

SG = supergigante

### South American Cup
- Miglior piazzamento in classifica generale: 11ª  nel 2010
- 1 podio:
  - 1 secondo posto

### Campionati canadesi
- 3 medaglie:
  - 3 bronzi (discesa libera nel 2009; discesa libera, slalom gigante nel 2011)